# يان نوفوتني
يان نوفوتني هو لاعب كرة قدم تشيكي في مركز الوسط، ولد في 15 أبريل 1982 في تشيكوسلوفاكيا. لعب مع فيكتوريا زيزكوف ونادي كلادنو.

## وصلات خارجية
- يان نوفوتني على موقع قاعدة بيانات كرة القدم.إي يو (الإنجليزية)
- يان نوفوتني على موقع Soccerway.com (الإنجليزية)